# Cử tạ tại Đại hội Thể thao Đông Nam Á 2007

Cử tạ tại Đại hội Thể thao Đông Nam Á năm 2007 diễn ra từ ngày 8 đến 15 tháng 12 năm 2007 tại College Assembly Hall, Trường Cao đẳng Kỹ thuật Nakhon Ratchasima, thành phố Nakhon Ratchasima, Thái Lan.
Chương trình thi đấu bao gồm các nội dung cử giật và cử đẩy, thi theo thể thức tổng hợp kết quả. Hạng cân thi đấu gồm:
- Nam: 56 kg, 62 kg, 69 kg, 77 kg, 85 kg, 94 kg, 105 kg, +105 kg.
- Nữ: 53 kg, 58 kg, 63 kg, 69 kg, 75 kg

## Xếp hạng theo quốc gia
| Hạng | Đoàn        | Vàng | Bạc | Đồng | Tổng |
| ---- | ----------- | ---- | --- | ---- | ---- |
| 1    | Thái Lan    | 7    | 5   | 1    | 13   |
| 2    | Indonesia   | 5    | 3   | 1    | 9    |
| 3    | Việt Nam    | 1    | 3   | 3    | 7    |
| 4    | Philippines | 0    | 1   | 2    | 3    |
| 5    | Malaysia    | 0    | 1   | 1    | 2    |
| Tổng | Tổng        | 13   | 13  | 8    | 34   |

## Bảng huy chương
| Nội dung        | Vàng                      | Bạc                         | Đồng                   |          |
| --------------- | ------------------------- | --------------------------- | ---------------------- | -------- |
| 56 kg nam       | Eko Yuli Irawan           | Hoàng Anh Tuấn              | Maneetong Pongsak      | chi tiết |
| 62 kg nam       | Triyatno                  | Kritphet Niwat              | Mahayudin Naharudin    | chi tiết |
| 69 kg nam       | Edi Kurniawan             | Suphalak Sitthisak          | Nguyễn Hồng Ngọc       | chi tiết |
| 77 kg nam       | Nasution Sandow Waldemar  | Dadtuyawat Kraisorn         |                        | chi tiết |
| 85 kg nam       | Tibnoke Pitaya            | Rahman Hidayat              | Nguyễn Quốc Hải        | chi tiết |
| 94 kg nam       | Watthanakasikam Suthiphon | Briones Renante             |                        | chi tiết |
| 105 kg nam      | Nuchpum Khunchai          | Reynaldi Saenal             | Agosto Richard Pep     | chi tiết |
| trên 105 kg nam | Kam-Eiam Niti             | Chemat Che Mohd Azrol       | Dedi Aprianto          | chi tiết |
| 53 kg nữ        | Chaleephay Suda           | Okta Dwi Pramita            |                        | chi tiết |
| 58 kg nữ        | Kam-eaim Wandee           | Nguyễn Thị Yến              | Diaz Hidilyn           | chi tiết |
| 63 kg nữ        | Nguyễn Thị Thiết          | Thongsuk Sureerat           |                        | chi tiết |
| 69 kg nữ        | Petanang Khanittha        | Khuất Minh Hải              |                        | chi tiết |
| 75 kg nữ        | Sinta Darmariani          | Rattanachuang Watcharawadee | Nguyễn Thị Phương Loan | chi tiết |